# 查爾瓦山
9°55′15″S 77°13′23″W / 9.92083°S 77.22306°W
查爾瓦山（Challhua），是秘魯的山峰，位於該國北部安卡什大區的博洛涅西省和雷奈伊省，處於克烏利亞拉胡山東北面、圖庫山以西，屬於安第斯山脈中布蘭卡山脈的一部分，海拔高度5,487米，人類在1959年首次登頂。